# ジメチルスルフィド
ジメチルスルフィド (dimethyl sulfide, DMS) は常温で液体、水に難溶の有機硫黄化合物。スルフィドの一種である。ジメチルエーテルの酸素を硫黄で置き換えた構造。キャベツが腐った臭いとも表現される悪臭成分で、ミズゴケやプランクトンなどが作る物質でもある。海苔の香り成分としても重要である。酸化することで溶剤として有用なジメチルスルホキシド (DMSO) となる。金属やルイス酸に配位して錯体を作りやすい。硫化ジメチルとも呼ばれる。また、英語 "sulfide" の発音から、ジメチルサルファイド とも呼ばれる。

## 悪臭
ジメチルスルフィドは悪臭成分であり、海などで感じる「潮臭さ」は海洋プランクトンが作るジメチルスルフィドによるものである。また、人間の口臭の原因となる成分の一つである。
また、この特徴を利用して、都市ガスなどを着臭している。

## 危険性
ジメチルスルフィドは濃度が高いと危険性の高い物質であり、以下のような危険性がある。また、危険性が高いゆえ、条例で使用禁止を定めている都道府県もある。
有毒性濃度の高い気体は目・皮膚を刺激する。また、特に濃度が高いと酸欠が起こり、最悪の場合死亡する。
引火性酸化剤と反応し、火炎・爆発の恐れがある。また、空気との混合気体は爆発しやすく、205 ℃ で発火する。さらに、空気より重いため床一面に広がりやすく、火がつくと遠くにまで炎が広がる恐れがある。
消防法に定める第4類危険物 特殊引火物に該当する。

## 生産
メタノールと硫化水素を原料として、気相中、触媒存在下で反応させ生産する。製紙の副生成物であるリグニンに硫黄化合物を加え、加熱することでも生産されている。ほとんどがジメチルスルホキシドの原料として用いられる。

## その他
DMS は OHラジカルと反応し、SO2 とメタンスルホン酸に酸化され、SO2は更に硫酸(H2SO4) に酸化され硫酸は雲の生成に必要な凝結核（硫酸エアロゾル粒子）となる。
{\displaystyle {\ce {{DMS}+{\cdot }OH->{SO2}+CH3SO3H->H2SO4}}}
生成された雲は太陽光を反射し、地球温暖化を減速させることができるので研究が進められているが、放射収支にどの程度影響をしているのかは未解明である。
ジメチルスルフィドが生物由来であることから、特定の惑星において地球外生命の存在を証明する根拠になる可能性を有している。